# Командир роты

Немецкий ротный командир, в 1588 году.

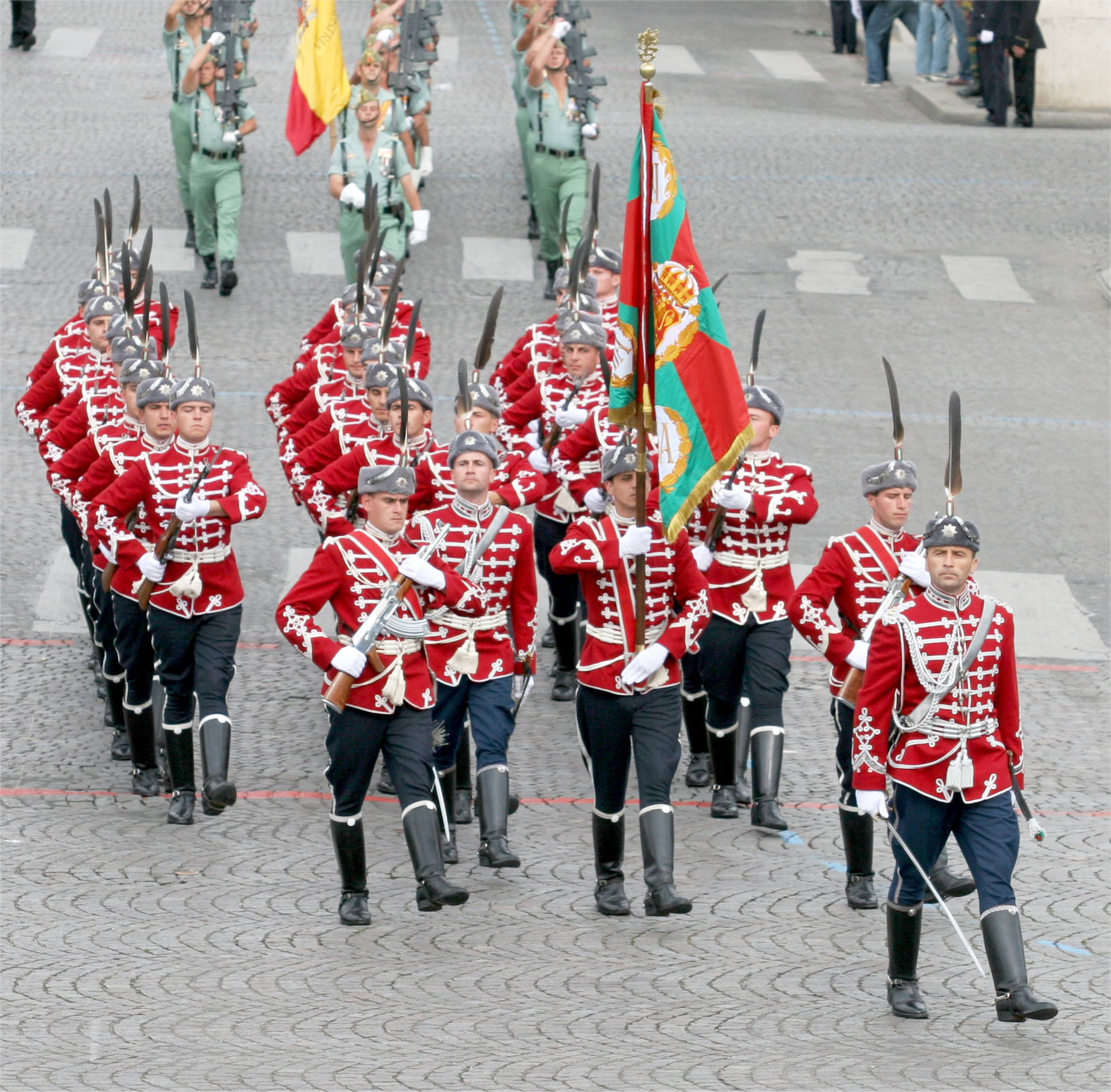
Командир роты почётного караула ведёт торжественным маршем по Елисейским Полям колонну солдат Болгарской армии на военном параде по случаю Дня взятия Бастилии. Париж. Франция. 14 июля 2007 года.

Командир роты, Ротный командир (сокр. комроты; разг. ротный) в военном деле — воинская должность младшего офицерского состава в Сухопутных войсках, Военно-воздушных силах и береговых частях Военно-морского флота) Вооружённых сил (ВС) большинства государств. 
В организационно-штатной структуре название должности указывается с наименованием формирования, например: Командир роты почётного караула, Командир стрелковой роты, Командир дорожной роты и так далее, в зависимости от наименования формирования.

## История
Ротный командир осуществляет командование (руководство) формированием типа Рота — подразделением или воинской частью (например: Рота дворцовых гренадер), насчитывающим, как правило, от двух до четырёх взводов, с личным составом общей численностью 50 — 300 человек в зависимости от рода войск (ранее рода оружия) вида вооружённых войск, отдельных родов войск и сил и специальных войск и служб ВС государства. Так в Вооружённых силах России, имперского периода, во главе каждой роты стоял её командир. У него были ближайшие помощники — младшие (субалтерн) офицеры и начальствующие из нижних чинов: фельдфебель и унтер-офицеры, из которых старшие, под названием взводных, заведуют взводами, а младшие — отделениями, а при недостатке унтер-офицеров, заведование отделениями (по два в каждом взводе) поручалось ефрейторам.

В те три года, когда я командовал ротой во время Первой мировой войны, мы всегда проводили концентрированные атаки с небольшим количеством людей и большим количеством артиллерии. Иными словами, у вас должно быть много техники, но как можно меньше людей, именно так и надо воевать.— Генерал танковых войск Г. Бальк.
Общая численность личного состава роты (батареи, эскадрона, эскадрильи) зависит от воинских традиций государства, вида Вооруженных сил, рода войск и его функционального назначения. Рота (батарея, эскадрон, эскадрилья) может как входить в состав батальона (дивизиона), так и быть отдельной.
Воинское звание командира роты в ВС Союза ССР и на постсоветском пространстве — капитан и другие. Командир учебной роты может иметь воинское звание майор и другие звания.

## Германия
В армии Германии и немецкоязычных стран существует должность «компанифюрер», которую обычно занимает капитан (гауптман) по званию. Звание «компанифюрер» существовало в организации «Стальной шлем», в Фольксштурме, а также в частях вспомогательной полиции и шуцманшафта.